# Marthe Cnockaert
Marthe Mathilde Cnockaert, verheiratete McKenna (* 28. Oktober 1892 in Westrozebeke, Westflandern; † 8. Januar 1966 ebenda) war eine belgische Spionin und Schriftstellerin. Cnockaert stand während des Ersten Weltkriegs im Dienst des britischen Geheimdienstes.

## Leben
Cnockaert war eine Tochter des Felix Cnockaert und seiner Frau Marie-Louise, geb. Vanoplinus. Nach dem Schulbesuch studierte sie Medizin an der Universität Gent.
Der Ausbruch des Ersten Weltkriegs und die Besetzung ihrer Heimat durch die Armeen des Deutschen Reiches im August 1914 führten dazu, dass Cnockaert ihre Studien abbrechen musste. In den ersten Kriegswochen wurde das Haus ihrer Familie von den deutschen Besatzungstruppen zerstört und die Familie vorübergehend getrennt. Cnockaert arbeitete in der Folgezeit als Krankenschwester in einem deutschen Lazarett, das in ihrem Heimatdorf errichtet wurde. Aufgrund ihrer Leistungen in der Betreuung von verletzten wurde sie mit dem deutschen Eisernen Kreuz ausgezeichnet.
1915 wurde Cnockaert in das deutsche Militärkrankenhaus in Roulers versetzt. Dort wurde sie von ihrem Bekannten Lucelle Deldonck, der einem Netzwerk des britischen Geheimdienstes, das in dieser Gegend operierte, angehörte, als Agentin für den britischen Geheimdienst angeworben. In den folgenden zwei Jahren nutzte Cnockaert (die als Agentin in den offiziellen Geheimdienstberichten den Decknamen "Laura" erhielt) ihre Stellung als Krankenschwester, um die deutschen Besatzungstruppen in Belgien auszuspionieren. Die von ihr gesammelten Informationen wurden über Untergrundkanäle an die britische Militärführung weitergeleitet.
1916 flog Cnockaerts Spionagetätigkeit auf, als die deutschen Behörden ihren Versuch, ein deutsches Munitionsdepot zu sprengen, indem sie einen Sprengsatz in einem Abwasserkanal unter diesem Depot anbrachte, entdeckten, da sie ihre Uhr (in die ihre Initialen eingraviert waren) verlor.
Nachdem ihre Spionagetätigkeit aufflog wurde Cnockaert verhaftet und im November 1916 zum Tode verurteilt. Ihre Strafe wurde nachträglich in lebenslange Haft abgemildert. Sie verbrachte die nächsten zwei Jahre in einem Gefängnis in Gent. Bedingt durch die deutsche Kriegsniederlage kam sie Ende 1918 wieder in Freiheit.
Nach dem Krieg wurde Cnockaert mit diversen belgischen, britischen und französischen Orden ausgezeichnet. Zudem wurde sie in die französische und in die belgische Ehrenlegion aufgenommen.
Anfang der 1930er Jahre veröffentlichte Cnockaert unter ihrem Ehenamen – Martha McKenna – ihre Lebenserinnerungen, die ihr Ehemann als Ghostwriter verfasst hatte. Das Vorwort des Buches verfasste Winston Churchill. In den folgenden zwanzig Jahren legte sie zudem mehr als ein Dutzend Spionageromane sowie Bände mit Kurzgeschichten vor. Ihre Memoiren wurden 1933 unter dem Titel I Was a Spy verfilmt, wobei Cnockart von der Schauspielerin Madeleine Carroll verkörpert wurde.
Während des Zweiten Weltkriegs lebte Cnockaert mit ihrem Ehemann in Manchester.

## Familie
Cnockaert heiratete nach dem Krieg den britischen Offizier John "Jock" McKenna. Die Ehe wurde Anfang der 1950er Jahre geschieden.

## Schriften
- I Was a Spy!, 1932.
- Spies I Knew, 1934.
- A Spy Was Born, 1935.
- My Master Spy: A Narrative of Secret Service, 1936.
- Drums Never Beat, 1936.
- Lancer Spy: a Story of War-Time Secret Service and Espionage, 1937.
- Set a Spy, 1937.
- Double Spy: a Story of modern Secret Service, 1937.
- Hunt a Spy 1939.
- Spying Blind, 1939.
- Spy in Khaki, 1941.
- Arms and Spy, 1942.
- Nightfighter Spy, 1943.
- Watch Across the Channel, 1944.
- Write Your Own Best-Seller, 1946.
- Three Spies for Glory, 1950.
- What's Past is Prologue, 1951.